# Rävsta naturreservat
Rävsta naturreservat är ett naturreservat i Sigtuna kommun i Stockholms län.
Området är naturskyddat sedan 2019 och är 258 hektar stort. Reservatet ligger vid och innanför norra stranden av Sigtunafjärden och omfattar skogklädda höjder och uppodlade dalstråk. Reservatet består av barrskog och lövskog.